# Будний Степан Франкович
Степан Франкович Будний (нар. 28 серпня 1933, село Струсів, Микулинецька селищна громада, Тернопільський район, Тернопільська область — пом. 22 червня 1958, м. Тернопіль) — український поет. Член Національної спілки письменників України (1991, посмертно).

## Життєпис
Рано залишився без батька. Закінчив філологічний факультет Чернівецького університету (1957). Перші твори опубліковані у багатотиражці університету, обласній газеті «Радянська Буковина» (м. Чернівці), готував до друку збірку поезій «Пелюстки кохання». Після закінчення навчання С. Будного хотіли залишити в Чернівцях — пропонували роботу в одній із шкіл та редакції обласної газети, але Степан відмовився. Працював учителем у с. Кровинка Теребовлянського району, користувався струсівською газетою «Червоні зорі».
У 1958 році захворів на меланобластому. За неповних півроку створив у лікарні цикл поезій «Щоденний бій», підготував до друку збірку «Людина до сонця йде» (вийшла з благословення Павла Тичини). Великий внесок у видання збірки та збереження творчої спадщини поета зробила тодішня редакторка видавництва «Молодь», поетеса Наталія Кащук, яка вчилася разом з Степаном Будним у Чернівецькому університеті. Вона ж написала передмову до цієї книги. Степан Будний похований у селі Струсів Тернопільського району Тернопільської області.

## Твори
Твори Будного публікувалися в альманасі «Ранок» (1959), збірка «День поезії» (1967).
Музику на слова Будного створили Б. та І. Кравчуки, В. Подуфалий, Б. Климчук, О. Герман, В. Обухівський, М. Олещук, Л. Романчук, Я. Вишиваний та ін. Будний став першим лауреатом літературно-мистецької премії в Чернівцях.
- Людина до сонця йде. — К., 1961
- Поезії.— К., 1972.
- Неопубліковані твори // Бібліотечка часопису «Воля». — Теребовля, 1993.
- Син землі: Поезії. Художня проза. Щоденникові записи. У вінок поетові. Слово поета у піснях // Упоряд. Г. Кушнерик, М. Ониськів. — Л., 1997.

## Увічнення пам'яті
- У 1972 році в Тернополі заснована обласна літературно-мистецька премія його імені.
- У Струсівській ЗОШ з 1991 року діє літературно-меморіальний музей Будного, його іменем названі вулиці у родинному містечку Струсів та Тернополі.
- У 1997 році знято художньо-публіцистичний фільм про Будного «Сонце у грудях моїх» (автор сценарію і режисер-постановник Я. Гевко).
- У 2003 році в ДАТО створено «Фонд Будного».